# Škoda Superb (1934)

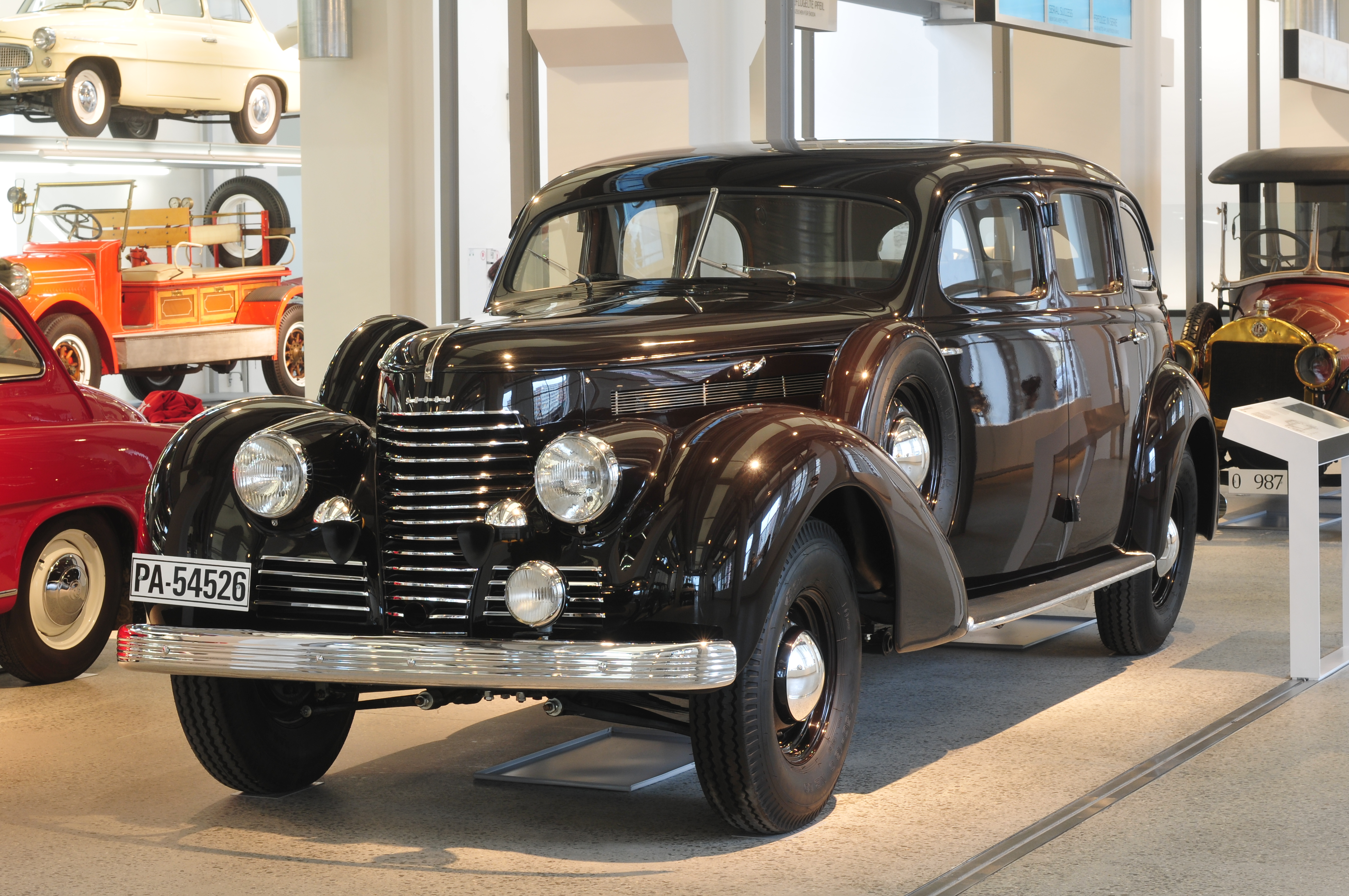
Škoda Superb (1934-1949)

De originele Škoda Superb is een grote auto uit de topklasse die van 1934 tot 1949 werd gemaakt door de Tsjecho-Slowaakse autofabrikant Škoda. Het was de eerste auto van Škoda met een V8-motor en vierwielaandrijving.
In 2001 blies Škoda de modelnaam Superb nieuw leven in voor een niet-gerelateerd model op basis van de Volkswagen Passat.

## Geschiedenis
Škoda introduceerde in de jaren dertig een nieuw gamma auto's dat aanzienlijk verschilde van zijn eerdere producten. Een nieuw type chassis met een ruggengraat en onafhankelijke wielophanging werd ontwikkeld onder leiding van hoofdingenieur Vladimír Matouš en afgeleid van het ontwerp dat Hans Ledwinka bij Tatra introduceerde. Het werd in 1933 voor het eerst gebruikt op de Škoda 420  en moest het probleem van onvoldoende torsiestijfheid oplossen dat inherent was aan een ladderchassis.
Het ruggengraatchassis was de basis voor de Popular-, Rapid-, Favorit- en Superbmodellen. Terwijl Škoda in 1933 een marktaandeel van 14% had op de Tsjecho-Slowaakse automarkt, minder dan zowel Praga als Tatra, hielpen de nieuwe modellen van het bedrijf om tegen 1936 marktleider te worden met een marktaandeel van 39% in 1938.
De Superb werd geïntroduceerd in 1934 en was op dat moment het op een na hoogste model van Škoda na de 650 die in hetzelfde jaar werd stopgezet. De Superb kostte ongeveer het dubbele van de prijs van een Rapid. De Superb was de opvolger van de Škoda 860, een luxe vierdeurs limousine met achtcilinder lijnmotor die tussen 1929 en 1932 werd gebouwd.
De centrale dragende buis was aan de voorzijde gesplitst, waardoor de motor en versnellingsbak konden worden bevestigd. De aandrijfas bevond zich in de buis en bracht de kracht van de motor over op de achterwielen. De Superb gebruikte bladveren voor zijn ophanging, één aan de voorkant en twee aan de achterkant, en hydraulisch bediende trommelremmen met een mechanische handrem op de achterwielen.